# Licitar

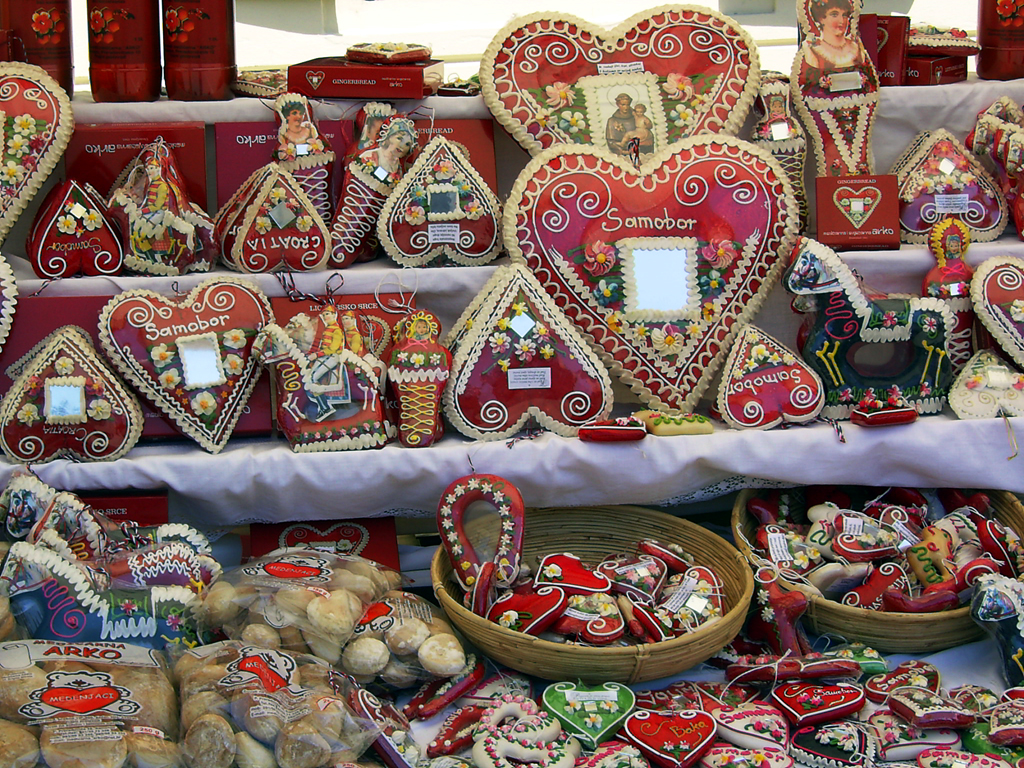
Licitars à Samobor.

Les licitar, leceter sont des pains d’épices le plus souvent en forme de cœur fabriqués dans le nord de la Croatie. Certains servent de décoration et sont non comestibles et d'autres peuvent être dégustés accompagnés de medica et de gvirc, des boissons à base de miel vendues lors de fêtes et des processions religieuses.
« L'art du pain d'épices en Croatie du Nord » a été inscrit en 2010 par l'UNESCO sur 
la liste représentative du patrimoine culturel immatériel de l'humanité.

## Histoire
La tradition du pain d'épices est née au Moyen Âge dans des monastères d'Europe centrale, puis s'est étendue aux gens du peuple. Elle a gagné ensuite la Croatie à partir des Alpes orientales. Certains noms de fabricants de pain d'épices sont mentionnés dans des documents écrits datant du XVIIe siècle. À cette époque la façon de décorer les produits en pain d'épices se différencient entre les fabricants et les pays. 
Les moules en bois utilisés sont progressivement remplacés à partir de la fin du XIXe siècle par des moules en métal. Les formes des moules sont restées pratiquement inchangées pendant des siècles, alors que les décorations ont changé sous l'influence des styles Renaissance, baroque, rococo et classicisme. Néanmoins de nouvelles formes apparaissent : cœurs évidés, nounours, sapin.

## Fabrication
La Croatie compte aujourd'hui une trentaine de pain-d'épiciers. En dehors du pain d'épices, ces artisans fabriquent aussi des gâteaux en forme de couronne, des confiseries, des boissons au miel, des bougies et des cierges.
Le pain d'épices est façonné dans des moules, cuit, séché et peint à l'aide de colorants alimentaires.
À la différence du pain d'épices dans les autres pays, la recette en Croatie est la même pour tous les fabricants qui mettent de la farine, du sucre, de l'eau et du bicarbonate de soude ainsi que les épices obligatoires.

## Décoration et formes
Les motifs décoratifs sont eux spécifiques à chaque artisan même si leur style permet de les distinguer des autres pains d'épices dans le monde.
La décoration contient souvent des images, de petits miroirs et des vers ou des messages imprimés sur du papier. 
Le pain d'épices peut prendre diverses formes comme des bébés, chevaux ou pantoufles, mais la plus courante est le cœur. Des décorations de taille
plus petite sont aussi l'une des décorations les plus employées en Croatie pour les sapins de Noël, en forme de cœurs, fers à cheval, cerises, maisons, pendules, champignons ou étoiles.
Traditionnellement de couleur rouge vernis voire rouge vermillon, la couverture se décline désormais en blanc, en vert, en rose, en jaune, en violet. Un cordon de couleur, parfois en triple couleur bleu-blanc-rouge, est pris dans la masse du pain d'épice pour l'accrocher. Les cordons des cerises sont recouverts de cire blanche.

## Coutumes
Les licitar en forme de cœur sont surtout destinés aux amoureux. Les jeunes mariés offrent aussi souvent de petits cœurs en pain d'épices à leurs invités.
Les pain-d'épiciers décorent les cœurs à la main et inscrivent dessus les noms des mariés ainsi que la date du mariage, à l'aide d'une préparation spéciale appelée « ajs ».
Les pains d'épices sont également vendus comme souvenir touristique.